# Линчевский, Игорь Александрович
Игорь Александрович Линче́вский (1908—1997) — советский и российский ботаник. Монограф российских видов кермека и близких к нему родов растений.

## Биография
Родился 18 июня 1908 года в Санкт-Петербурге. Отец — школьный учитель. Учился в школе в Ташкенте, в 1926 году поступил в Среднеазиатский государственный университет, где впоследствии работал препаратором и принимал участие в многочисленных экспедициях. В 1930 году окончил САГУ и отправился в Туркменское отделение Всесоюзного института растениеводства, где работал ассистентом М. Г. Попова. В 1931—1932 годах занимался изучением флоры гор Туркмении.
Затем Линчевский переехал в Алма-Ату, где стал специалистом по ботанике в Казахском филиале АН СССР. В 1935 году стал старшим научным сотрудником Таджикской базы АН СССР. В 1939 году переведён в Ленинград.
В ноябре 1941 года И. А. Линчевский в блокадном Ленинграде защитил кандидатскую диссертацию. Принимал участие в обработке различных родов растений для книги «Флора СССР».
С 1964 года Линчевский на протяжении пяти лет был главным редактором ботанического журнала «Новости систематики высших растений».
В 1995 году ушёл на покой. 18 июля 1997 года скончался от болезни сердца.

## Таксоны растений, названные в честь Линчевского
Н. Н. Цвелёв в 1-м томе «Конспекта флоры Восточной Европы» (2012) выделил вид Кермек выемчатый (Limonium sinuatum) в монотипный род, который был назван им Linczevskia (Линчевския).
Виды
- Acantholimon linczevskianum Lazkov, 2004
- Acantholimon linczevskii Pavlov, 1954
- Astragalus linczevskii Gontsch., 1937
- Bupleurum linczevskii Pimenov & Sdobnina, 1983
- Chesneya linczevskii Boriss., 1938
- Cousinia linczewskii Juz., 1937
- Ferula linczevskii Korovin, 1947
- Oxytropis linczevskii Gontsch., 1948
- Perovskia linczevskii Kudr., 1936
- Scutellaria linczewskii Juz., 1951
- Taraxacum linczevskii Schischk., 1964
- Trigonella linczevskii Vassilcz., 1951